# Bughtrig House

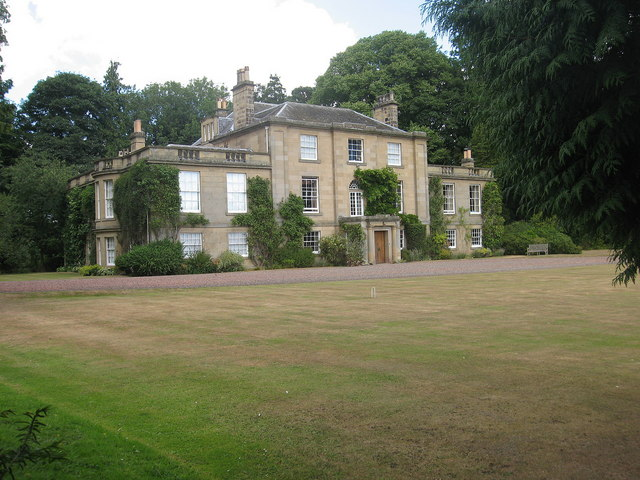
Bughtrig House

Bughtrig House ist eine Villa in der schottischen Ortschaft Leitholm in der Council Area Scottish Borders. 1971 wurde das Bauwerk in die schottischen Denkmallisten in die Denkmalkategorie A aufgenommen. Des Weiteren bildet es zusammen mit verschiedenen Außengebäuden ein Denkmalensemble der Kategorie B.

## Geschichte
Die Villa wurde vermutlich im späten 18. Jahrhundert erbaut. Auf einer Landkarte aus dem Jahre 1797 ist am Standort ein Gebäude verzeichnet. Im späten 19. Jahrhundert bis frühen 20. Jahrhundert wurde Bughtrig House überarbeitet. Hierbei wurde auch der Eingangsbereich in das ehemalige Untergeschoss verlegt. Die Gestaltung weist Parallelen zum nahegelegenen Marchmont House auf.

## Beschreibung
Bughtrig House liegt isoliert am Ostrand von Leitholm. Die zweistöckige Villa weist klassizistische Details auf. Sie besteht aus einem drei Achsen weiten Hauptgebäude mit zwei Achsen weiten, einstöckigen Flügeln. Das Hauptportal an der Südostseite lag einst im Obergeschoss und war über eine Vortreppe zugänglich. Heute befindet es sich in einem flachen Vorbau unterhalb seiner ehemaligen Lage. Das Mauerwerk besteht aus cremefarbenem Sandstein, der zu einem Schichtenmauerwerk verbaut wurde. Kolossale Pilaster rahmen die Fassade ein. Auf Traufhöhe verläuft eine abschließende Attika. An der Rückseite gehen einstöckige Flügel ab.